# Prisca Thevenot

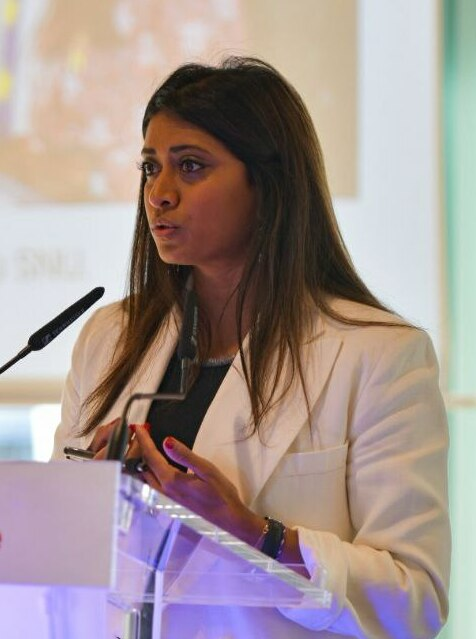
Prisca Thevenot (2023)

Prisca Thevenot (anhörenⓘ; geb. Balasoobramanen; * 1. März 1985 in Straßburg) ist eine französische Politikerin der Partei Renaissance. Sie war von Januar bis September 2024 beigeordnete Ministerin für demokratische Erneuerung und Regierungssprecherin im Kabinett Attal. Zuvor war sie von 2022 bis 2023 Abgeordnete in der Nationalversammlung und anschließend Staatssekretärin für Jugend und den allgemeinen Nationaldienst.

## Leben und politische Karriere
Thevenots Eltern kamen Ende der 1970er-Jahre aus Mauritius zum Studium nach Frankreich. Sie selbst wuchs in Stains (Département Seine-Saint-Denis) im Großraum Paris auf. Ihr Studium an der EM Lyon Business School schloss sie 2009 mit Diplom ab. Anschließend arbeitete sie bis 2014 als Unternehmensberaterin bei BearingPoint und dann ein Jahr als Kundenbetreuerin bei Webhelp. 2017 gründete sie Beauty@home, eine Plattform zur Buchung von Dienstleistungen im Haushalt. Im Jahr darauf war sie eine der vier Gründer des Vereins Civil Impact, der einen Lernraum für bürgerschaftliches und politisches Engagement anbietet.
Thevenot trat 2016 kurz nach deren Gründung der Bewegung En Marche von Emmanuel Macron bei. Nach dessen Wahl zum Staatspräsidenten trat sie bei der Parlamentswahl im Juni 2017 für die Partei La République en Marche (LREM) im 4. Wahlkreis des Départements Seine-Saint-Denis an, verlor aber in der Stichwahl mit 40,4 Prozent gegen die langjährige Abgeordnete Marie-George Buffet von der Kommunistischen Partei. Zusammen mit Maud Bregeon wurde Thevenot im November 2020 zur Parteisprecherin der LREM ernannt. Bei der Regionalwahl 2021 zog sie als Vertreterin des Départements Seine-Saint-Denis in den Regionalrat der Île-de-France ein.
Zur Parlamentswahl 2022 wurde sie als Kandidatin des Präsident Macron unterstützenden Bündnisses Ensemble im 8. Wahlkreis des Départements Hauts-de-Seine aufgestellt, der relativ wohlhabende südwestliche Vororte von Paris umfasst und in dem Macron sowie seine Partei besonders stark abschnitten, zu dem Thevet zuvor aber keinen Bezug hatte (sogenannte parachutage). Der bisherige Wahlkreisabgeordnete, ihr Parteikollege Jacques Maire, wurde hingegen nicht wieder nominiert. Sie gewann den Wahlkreis mit 40,1 Prozent im ersten und 65,8 Prozent im zweiten Wahlgang.
Bei der Umbildung des Kabinetts Borne im Juli 2023 wurde Thevenot zur Staatssekretärin für Jugend und den Service national universel (den 2019 eingeführten Pflichtdienst für Jugendliche und junge Erwachsene) ernannt, in dieser Position arbeitete sie sowohl dem Bildungsminister Gabriel Attal als auch dem Verteidigungsminister Sébastien Lecornu zu. Als Attal im Januar 2024 Premierminister wurde, übernahm Thevenot das Amt einer direkt dem Regierungschef unterstellten beigeordneten Ministerin, zuständig für „demokratische Erneuerung“. Zudem wurde sie zur Regierungssprecherin des Kabinetts Attal ernannt. Sie amtierte bis zum Ende des Kabinetts im September 2024.
Im Juli 2024, als Thevenot und seine Anhänger in Meudon Plakate für die französischen Parlamentswahlen 2024 anbrachten, wurden sie von einem Mann angegriffen, der schrie: Sur le Coran, appelle tout le monde („Auf den Koran, ruf alle an!“), und dem sich bald 20 weitere Personen anschlossen. Der Angriff war vorsätzlich. Mehrere Verdächtige wurden festgenommen. Thevenots Stellvertreter und ein Anhänger wurden ins Krankenhaus eingeliefert, letzterer mit einem gebrochenen Kiefer.
Thevenot ist mit einem Investmentbanker verheiratet, der bei Credit Suisse arbeitet, und hat zwei Kinder. Da ihr Mann ein Mandat zur strategischen Beratung des Energieversorgers Électricité de France (EDF) ausübte, nahm sie zur Vermeidung von Interessenkonflikten nicht an Parlamentsabstimmungen teil, die dieses Unternehmen betrafen.